# Brenda Hood
Brenda Hood là một chính trị gia Grenada của Đảng Quốc gia mới. Cô đã phục vụ trong Quốc hội Grenada từ năm 1999, và đã từng là Bộ trưởng Bộ Du lịch của hòn đảo. Năm 2014, cô trở thành Bộ trưởng Bộ Văn hóa.